# 司馬元瑜
零陵王司馬元瑜（5世紀—448年7月26日），河內郡溫縣人，晉朝宗室，南朝宋二王後之一。

## 生平
南朝宋永初二年（421年），宋武帝將身為前朝遜帝的零陵王司馬德文暗中殺害，然後以晉宗室司馬元瑜襲封零陵郡王，以零陵王妃褚靈媛為零陵王太妃。
零陵王的位次本在魏室之後陳留王之下。司馬元瑜在位期間，散騎常侍荀伯子上表，請求將零陵王的位次改為陳留王之上，皇帝下詔從之。
元嘉十三年（436年），零陵王太妃褚靈媛去世。
元嘉二十五年六月十日（448年7月26日），零陵王司馬元瑜去世。司馬勗後襲爵。